# Sericotachina vulpecula
Sericotachina vulpecula là một loài ruồi trong họ Tachinidae.